# Los Rosales (Madrid)
Los Rosales és un barri de Madrid integrat en el districte de Villaverde. Té una superfície de 152,21 hectàrees i una població de 38.910 habitants (2009).
Limita al nord amb San Fermín (Usera), a l'est amb Butarque i amb el Nucli històric de Vallecas (Villa de Vallecas), al sud amb San Cristóbal i a l'oest amb Los Ángeles. Està delimitat al nord per la M-40, a l'oest per l'Avinguda d'Andalucía i al sud i est per les vies del ferrocarril Madrid-Alacant.